# Itubaína
Itubaína é uma marca de refrigerantes de tubaína da Heineken Brasil. Foi introduzida em 1954 com o sabor tutti-frutti, pela Schincariol (mais tarde renomeada para Brasil Kirin). Os sabores de maçã e guaraná foram introduzidos em 1975 e 2018, respectivamente, e um sabor de groselha foi vendido por tempo limitado em 2017. A Itubaína já foi chamada como uma das mais famosas marcas de tubaína do mercado.  

## História
O primeiro sabor de Itubaína, de tutti-frutti, foi introduzido em 1954, e pertencia à antiga Schincariol. O sabor maçã chegou em 1975. Em 2000, a versão de dois litros foi introduzida. Oito anos depois, foi lançada a Itubaína Retrô, nas versões original e zero. Uma nova embalagem, a "garrafinha", foi lançada em 2012, mesmo ano em que a fabricante Schincariol foi renomeada para Brasil Kirin. Em 27 de agosto de 2013, foi lançada a versão lata da Itubaína Retrô, após os "bons resultados" da marca. Esteve disponível inicialmente no estado de São Paulo e, depois, foi gradativamente introduzido em outras regiões do país. Dois anos depois, a Itubaína mudou sua identidade de marca, com traços modernos.
Uma parceria entre a então fabricante Brasil Kirin e a Sorvetes Rochinha levou à criação de um sorvete sabor Itubaína em janeiro de 2015, a ser vendido durante o verão. A ação foi criada pela agência Leo Burnett Tailor Made. No mesmo mês, a marca lançou latas em homenagem aos 461 anos de São Paulo, com oito versões: cada rótulo contendo a imagem de uma região icônica da cidade. A campanha foi desenvolvida internamente pela Brasil Kirin, com layouts e ilustrações produzidos por José Salles. Em junho, para comemorar a festa de São João, a Itubaína lançou uma lata comemorativa com figuras típicas do evento nos estados da Bahia e Sergipe. A partir de julho, as garrafas PET também adotaram o estilo Retrô das latas e das long necks.
Entre maio e julho de 2016, foi veículada a campanha "Gostoso Como Ser Criança" na TV aberta — a primeira campanha com veiculação na TV aberta da Itubaína — bem como na TV por assinatura e nos canais da marca na internet. O filme de 30 segundos apresentava um clima retrô, com personagens de diferentes idades fazendo "pegadinhas" que relembravam situações da infância. Foi criado pela Leo Burnett Tailor Made e produzido pela Academia de Filmes e S de Samba. Em setembro de 2016, a Itubaína lançou, por tempo limitado, uma coleção de latinhas com imagens de brinquedos antigos da empresa de brinquedos Estrela: Autorama, Aquaplay, Banco Imobiliário e Genius. Foram produzidas 1,2 milhão de unidades.
Em 23 de janeiro de 2017, em homenagem ao aniversário da cidade de São Paulo que ocorreria dois dias depois, a Itubaína lançou o sabor groselha de seu refrigerante a ser comercializado durante o primeiro trimestre daquele ano, por tempo limitado. Para divulgar o novo sabor, a empresa fez uma parceria com o aplicativo de viagens em carros particulares Cabify. Durante o dia 25, os usuários que chamaram uma corrida pelo aplicativo em São Paulo ganharam um kit contendo uma Itubaína tradicional e uma de groselha. Foram distribuídos 5 mil kits ao passageiros. Em 13 de fevereiro, a então fabricante Brasil Kirin foi comprada pela Heineken Brasil por 664 milhões de euros. Em abril, Palmirinha Onofre participou de uma propaganda da marca, estrelando um vídeo para as redes sociais da Itubaína. No mês seguinte, embalagens de 500 mililitros do refrigerante foram lançadas.
Em outubro, em parceria com os fãs, foi lançada a campanha "A imaginação é seu maior poder", com uma edição limitada do refrigerante com 10 latas colecionáveis. As ilustrações foram criadas através de respostas a uma pergunta feita pela Itubaína em suas redes sociais: "Qual era seu superpoder especial de infância?" Por tempo limitado em dezembro, foram lançadas long necks incolores com desenhos dos personagens da Liga da Justiça, da DC Comics: Aquaman, Batman, Cyborg, Flash, Mulher-Maravilha e Superman. As garrafas foram decoradas pela Premier Pack com pintura e serigrafia das ilustrações de Ivan Reis, e puderam ser adquiridas em um kit exclusivo contendo uma Itubaína tradicional e outra zero; somente três mil garrafas de cada personagem ficaram à venda.
Em setembro de 2018, foi lançada a Itubaína de guaraná, em versões regular e zero açúcar em latas de 350 mililitros, garrafas de PET de 2 litros e long necks de vidro de 355 mililitros. Foi então criada a campanha "O delicioso gosto do sabor saboroso", e o visual das embalagens mudou, fazendo alusão ao tempo do guaraná com rolha. Os primeiros locais onde ocorreu o abastecimento foram especialmente São Paulo, Campinas, Ribeirão Preto e Santos, e o abastecimento total estava previsto para até o fim de outubro. Com o objetivo principal de "rejuvenescer a marca", a identidade visual da marca mudou em março de 2020.

## Mercado
Em 2009, o faturamento da Itubaína cresceu 33%, contra uma expansão de 16% do mercado como um todo. Visando um lucro de ao menos 12% no ano seguinte, a marca passou por um "processo de modernização.
Em janeiro de 2020, a Heineken tinha participação de 5% no mercado brasileiro de refrigerantes, com as marcas Schin e Itubaína. Após o lançamento do sabor guaraná do refrigerante em 2018, a participação de mercado da Itubaína em São Paulo aumentou de 7,4% para 8,2%.

## Imagem pública
Segundo a Exame, para muitos consumidores, a marca remete à infância. Bruna Fausto, diretora do segmento artesanal e não alcoólicos da Heineken: disse que "É uma marca amada, e que carrega uma herança emocional para muitos dos consumidores. Percebemos que tínhamos uma joia do mercado de refrigerantes". Segundo o UOL, a Itubaína é a tubaína mais famosa do mercado.
Em diferentes ocasiões, o presidente do Brasil Jair Bolsonaro citou a marca. No dia 19 de maio de 2020, em transmissão ao vivo com o jornalista Magno Martins e no contexto da pandemia de COVID-19, Bolsonaro fez a declaração: "Quem é de direita toma cloroquina. Quem é de esquerda toma Tubaína", em referência à Itubaína. Em outubro do mesmo ano, sobre a escolha de Nunes Marques como ministro do Supremo Tribunal Federal, o presidente disse: "Tinha uns dez currículos [de possíveis candidatos ao STF] e eu preciso optar por um. Esse cara tem que tomar cerveja comigo, ou Itubaína. [...] Ele tem que ser independente, tudo bem, mas tem que ter essa afinidade comigo que ele ia ter através da Itubaína ou da Coca-Cola". Sobre a segunda vaga, que abrirá em 2021, ele disse: "O primeiro pré-requisito para o ano que vem é ser evangélico e tomar Itubaína comigo." Dois meses depois, sobre o fato do desembargador do Tribunal Regional Federal (TRF1) da 1ª Região ter derrubado uma liminar que impedia o Supremo de comprar lagosta e vinho, Bolsonaro declarou: "eu recebo autoridades do mundo todo, o que eu devo servir pra eles? Angu e Itubaína?"

### Uso do nome
A Ferráspari alegava ser titular das marcas Turbaína e Tubaína desde 1938 e 1953, respectivamente, que foram registradas no Instituto Nacional de Propriedade Industrial (INPI) em 1981. Segundo a empresa, a então Schincariol fazia uso indevido do nome Itubaína. Então, a Ferráspari propôs uma ação em 2010 pedindo uma remuneração pelo uso da marca. Em 2011, a juíza Vanessa Velloso Silva Sad entendeu que a Ferráspari tinha um prazo de dez anos para entrar com ação, portanto, o prazo já havia expirado. Mesmo assim, a Schincariol foi mais tarde alvo de processo. Em janeiro de 2015, manteve o direito de continuar usando o nome Itubaína.

### Caso da perereca
Um consumidor disse que comprou um engradado de refrigerantes Itubaína de sabor maçã. Após perceber um sabor estranho, durante uma confraternização, ele descobriu que uma das garrafas de dois litros continha uma perereca. Assim, ele entrou na Justiça. Em sua defesa, a fabricante disse que não ficou comprovado de que a perereca saiu de sua linha de produção. Já o consumidor disse que a garrafa de refrigerante foi encaminhada à Superintendência de Vigilância em Saúde, com a análise confirmando a presença da perereca na amostra. Em primeira instância, ficou decidido que o consumidor receberia uma indenização de 3,5 mil reais. Ele e a fabricante recorreram. No Tribunal de Justiça de Goiás, o valor da indenização subiu para 5 mil reais. A empresa comentou: "A Brasil Kirin destaca que segue rigorosos padrões de qualidade para fabricação e inspeção de seus produtos, cumprindo toda a legislação aplicável à sua atividade. A empresa informa, também, que não comenta processos judiciais em andamento".